# Banisteriopsis pulchra
Banisteriopsis pulchra är en tvåhjärtbladig växtart som beskrevs av B. Gates. Banisteriopsis pulchra ingår i släktet Banisteriopsis och familjen Malpighiaceae. Utöver nominatformen finns också underarten B. p. glabrata.